# Amjad Ali Khan
Pour les articles homonymes, voir Khan (homonymie).
Amjad Ali Khan (né le 9 octobre 1945) est un illustre joueur de sarod, un luth utilisé dans la musique indienne du nord, la musique hindoustanie.
Fils de Haafiz Ali Khan, il est l'actuel représentant principal de sa gharânâ. Il donna son premier concert à six ans.
Ses fils tentent de suivre ses pas.

## Distinctions
- Prix de la culture asiatique de Fukuoka en 2004
- Banga Bibhushan en 2011

## Liens
- (en) Site officiel
- Vidéo de concert